# 伊代納 (明尼蘇達州)
伊代納（英語：Edina）是一個位於美國明尼蘇達州亨內平縣的城市。

## 人口
根據2020年美國人口普查的數據，伊代納的面積為41.34平方千米，當中陸地面積為40.03平方千米，而水域面積為1.31平方千米。當地共有人口53,494人，而人口密度為每平方千米1,294人。